# Killing Floor 3
Killing Floor 3 este un viitor joc video survival horror dezvoltat și publicat de Tripwire Interactive. Un succesor al Killing Floor 2 (2016), jocul este programat să fie lansat în 2025 pentru Microsoft Windows, PlayStation 5 și Xbox Series X și Series S.